# You're the Worst
You're the Worst è una serie televisiva statunitense trasmessa da FX a partire dal 17 luglio 2014. Ideata da Stephen Falk, è una commedia drammatica realizzata con tecniche di riprese a camera singola.

## Trama
Los Angeles. Jimmy è uno scrittore egocentrico e insensibile; Gretchen è un'addetta alle pubbliche relazioni cinica e autodistruttiva. Nonostante le loro personalità deleterie, i due cercano di instaurare una relazione sentimentale.

## Episodi
| Stagione         | Episodi | Prima TV USA | Prima TV Italia |
| ---------------- | ------- | ------------ | --------------- |
| Prima stagione   | 10      | 2014         | inedita         |
| Seconda stagione | 13      | 2015         | inedita         |
| Terza stagione   | 13      | 2016         | inedita         |
| Quarta stagione  | 13      | 2017         | inedita         |
| Quinta stagione  | 13      | 2019         | inedita         |

## Personaggi e interpreti

### Personaggi principali
- Jimmy Shive-Overly (stagione 1-5), interpretato da Chris Geere.
È uno scrittore, il cui libro però non vende e questa situazione gli crea disagio. Essendo molto egocentrico ritiene che gli altri non siano in grado di capire la sua arte.
- Gretchen Cutler (stagione 1-5), interpretata da Aya Cash.
È un'addetta alle pubbliche relazioni, sbadata e spesso infantile. Preferisce scappare dai problemi piuttosto che affrontarli.
- Edgar Quintero (stagione 1-5), interpretato da Desmin Borges.
È un veterano di guerra affetto da DPTS. Vive da Jimmy senza pagare l'affitto e in cambio bada alla casa. Ha inoltre un problema con l'eroina.
- Lindsay Jillian (stagione 1-5), interpretata da Kether Donohue.
È la migliore amica di Gretchen. È sposata con Paul anche se non lo ama; ha deciso di sposarsi solo per il gusto di farlo prima di sua sorella maggiore.

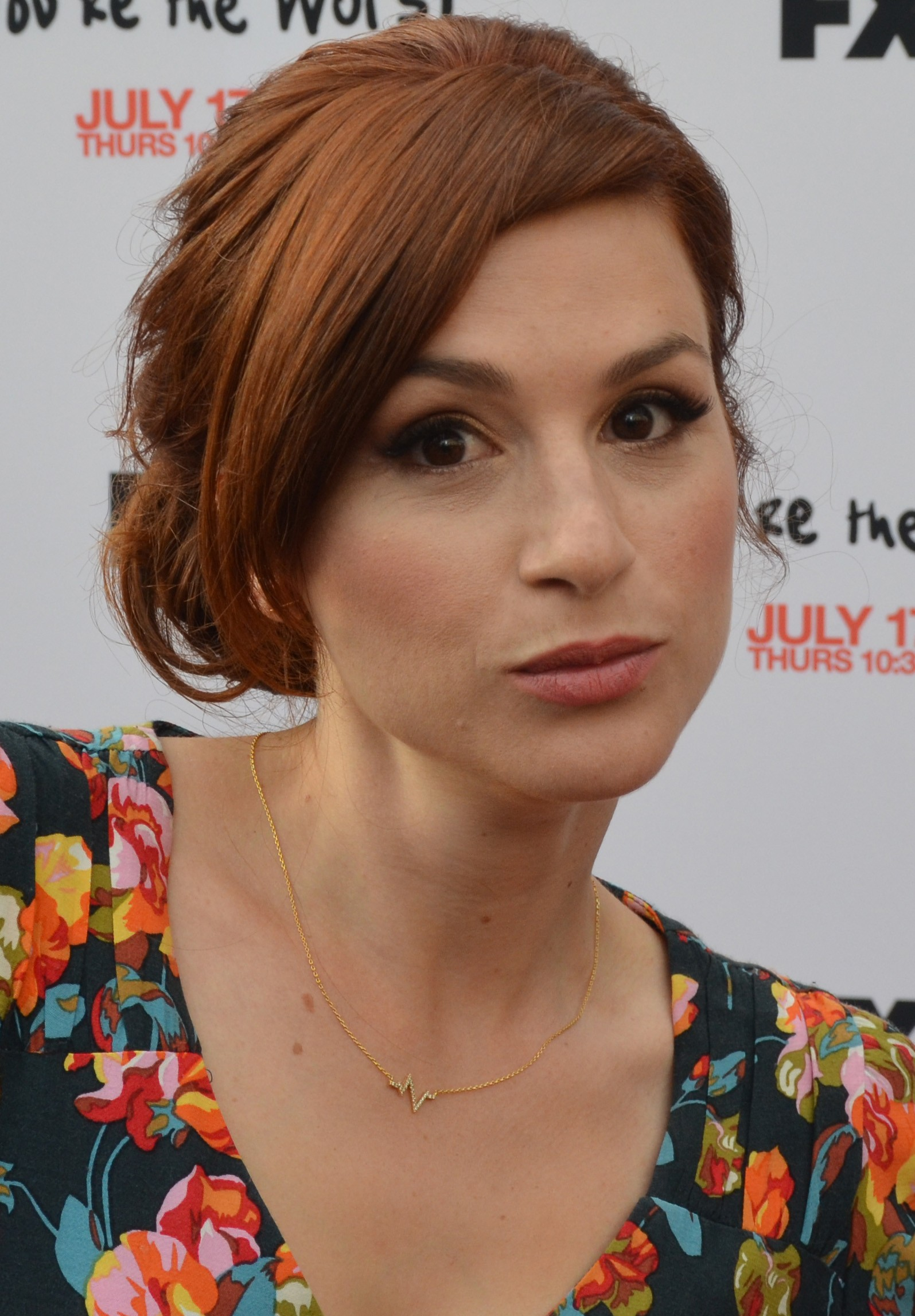
Aya Cash interpreta Gretchen Cutler

### Personaggi ricorrenti
- Rebecca Barbara (stagione 1-5), interpretata da Janet Varney.
È la ex ragazza di Jimmy e la sorella maggiore di Lindsay. Ha sposato Vernon sebbene sembri ancora interessata a Jimmy.
- Vernon Barbara (stagione 1), interpretato da Todd Robert Anderson.
È un medico ed è il marito di Becca. Risulta spesso sgradevole e immaturo a causa dei suoi modi di fare e delle sue battute.
- Paul Jillian (stagione 1-5), interpretato da Allan McLeod.
È l'invisibile marito di Lindsay. Nessuno sembra notarlo quando è presente, ad eccezione di quando occorrono dei favori. Ha delle passioni definibili "da nerd" e per questo nessuno lo sopporta, Lindsay in primis.
- Killian Mounce (stagione 1-5), interpretato da Shane Francis Smith.
È un bambino che vive nella casa di fronte a quella di Jimmy. Va spesso a casa di Jimmy in quanto suo padre riesce a procurargli dei videogiochi che ancora non sono usciti.
- Sam Dresden (stagione 1-5), interpretato da Brandon Mychal Smith.
È un rapper ed è il più importante cliente di Gretchen. Finisce per combinare dei guai quasi sempre a causa dei suoi modi menefreghisti.
- Shitstain (stagione 1-5), interpretato da Darrell Britt-Gibson.
È un amico e secondo membro del trio rap di Sam.
- Honeynutz (stagione 1-3), interpretato da Allen Maldonado.
È un amico e terzo membro del trio rap di Sam.
- Ty Wyland (stagione 1-2, 4), interpretato da Stephen Schneider.
È un regista innamorato di Gretchen, con cui lei si vedeva prima di incontrare Jimmy. Cerca sempre di ritornare nella vita della ragazza e di farla ingelosire, senza avere successo.
- Dorothy Durwood (stagioni 2-3), interpretata da Collette Wolfe.
È l'insegnante di improvvisazione teatrale del corso a cui Edgar si iscrive per gestire il DPTS.
- Justina Jordan (stagione 3), interpretata da Samira Wiley. 
È l'analista che prende in cura Gretchen.
- Boone (stagione 4), interpretato da Colin Ferguson. 
È un amico di Ty che finisce a letto con Gretchen.

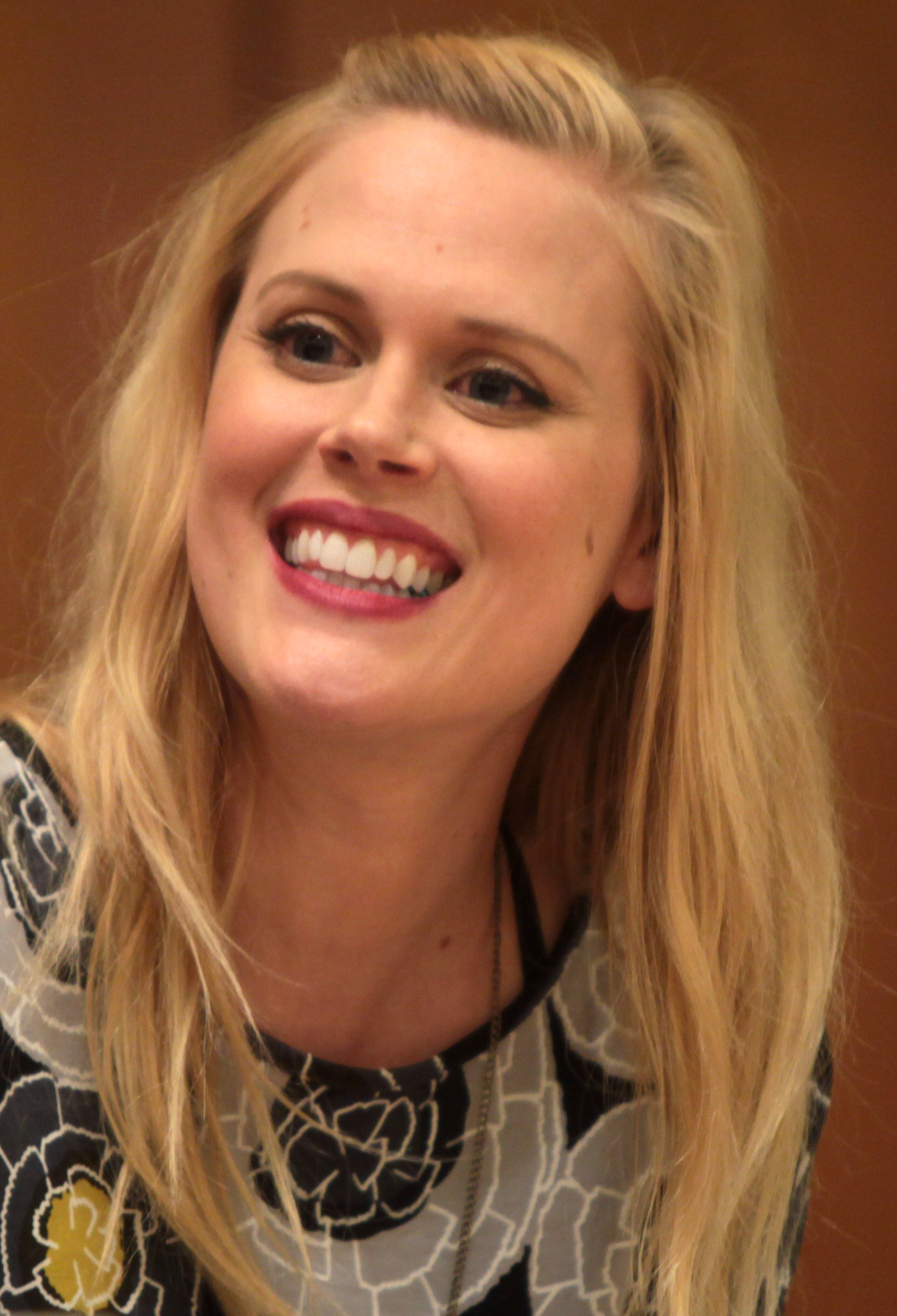
Janet Varney interpreta Becca Barbara
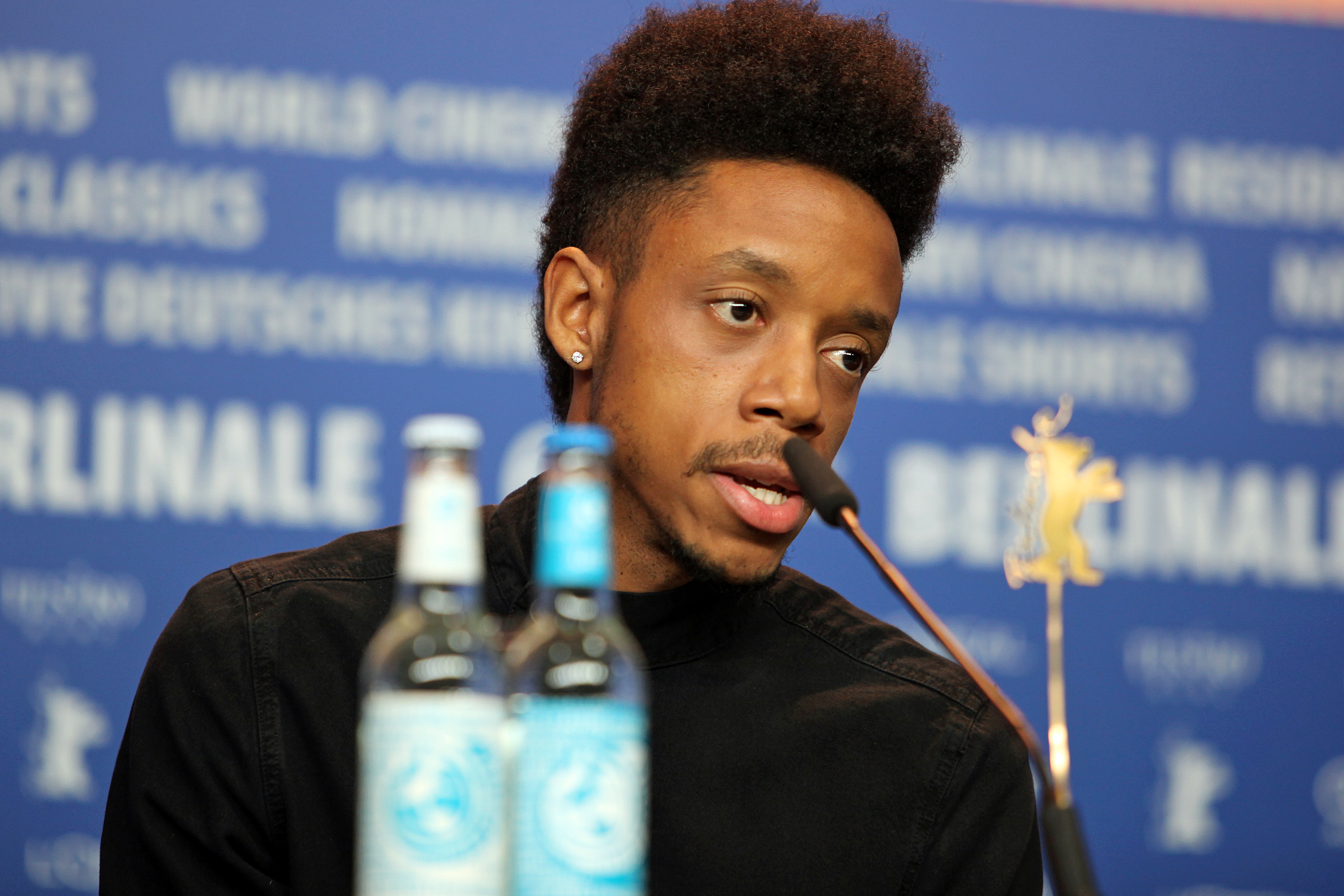
Darrell Britt-Gibson interpreta Shitstain
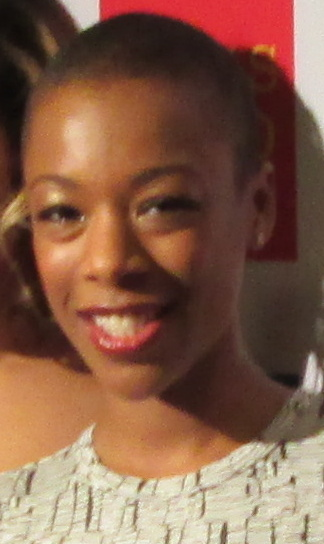
Samira Wiley interpreta Justina Jordan
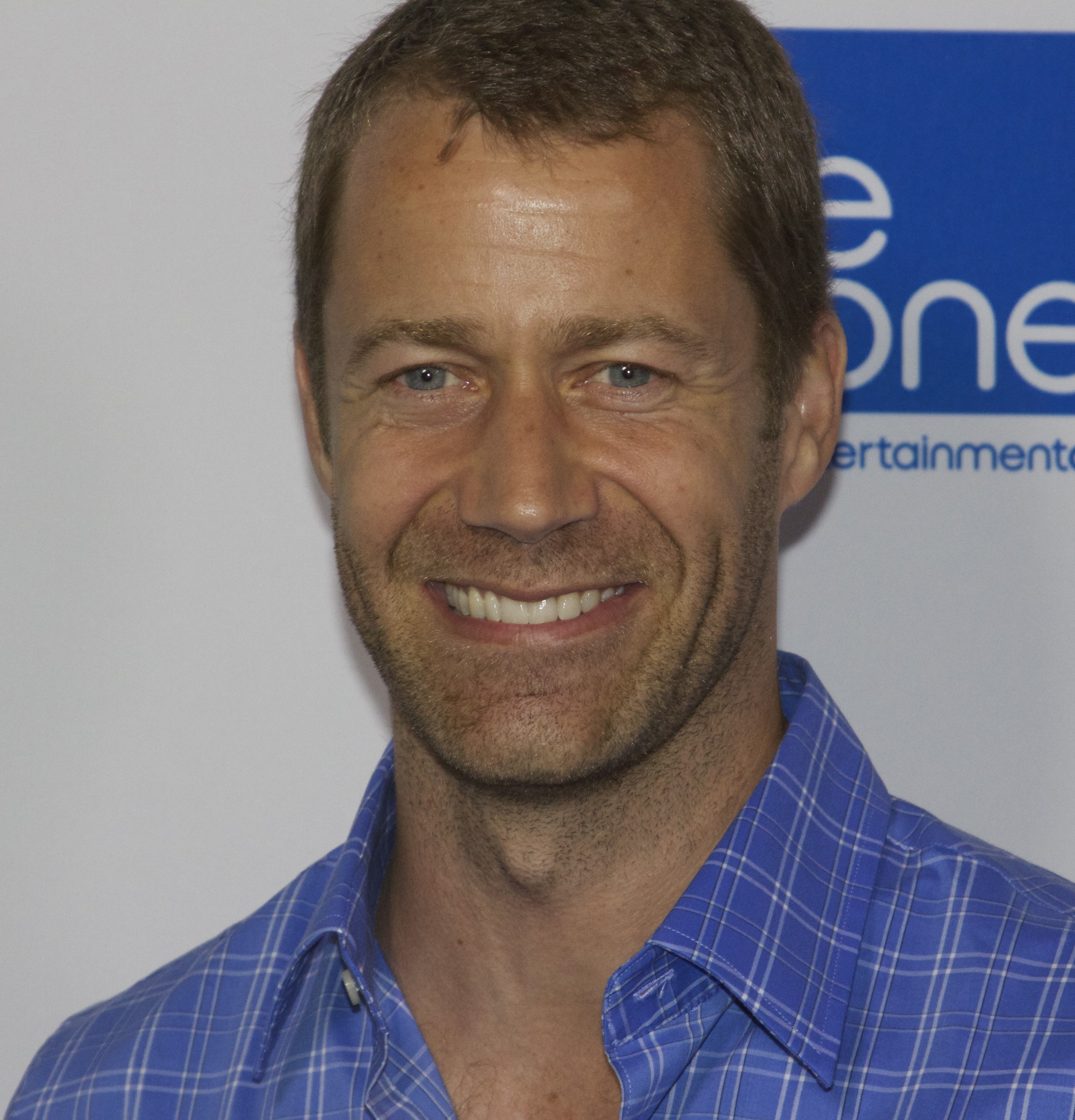
Colin Ferguson interpreta Boone.jpg

## Produzione
Il 17 luglio 2013 è stata annunciata la produzione dell'episodio pilota della serie, sceneggiato da Stephen Falk. Il 19 settembre 2013 è stato invece resa nota la conclusione del casting. Il 24 gennaio 2014 il canale televisivo ha annunciato che l'episodio pilota sarebbe stato seguito da altri nove episodi, per una prima stagione di dieci episodi. Il 30 settembre 2014 la serie è stata rinnovata per una seconda stagione di 13 episodi ed è stato annunciato il trasferimento sul canale FXX. Il 2 dicembre 2015 la serie è stata rinnovata per una terza stagione. Il 28 settembre 2016 la serie è stata rinnovata per una quarta stagione, mentre il 15 novembre 2017, ottiene il rinnovo per una quinta e ultima stagione, prevista per il 9 gennaio 2019.

## Accoglienza

### Critica

#### Prima stagione
La prima stagione della serie è stata accolta molto positivamente dalla critica. Sull'aggregatore di recensioni Rotten Tomatoes ha un indice di gradimento dell'81% con un voto medio di 7,26 su 10, basato su 31 recensioni. Il commento del sito recita "You're the Worst usa la scrittura intelligente e la chimica palpabile delle sue stelle, per bilanciare gli elementi comici con il suo tono realisticamente pessimista". Su Metacritic, invece, ha un punteggio di 65 su 100, basato su 20 recensioni. Si è inoltre classificato quattordicesimo nei programmi TV preferiti dalla critica del 2014. The A.V. Club ha elencato la serie come uno dei dieci migliori spettacoli dell'anno.
Vanity Fair lo ha definito uno dei migliori spettacoli del 2014 e ha descritto la serie come: "La perfetta storia d'amore del nostro tempo". David Wiegand del San Francisco Chronicle l'ha definita la migliore sitcom del 2014.

#### Seconda stagione
La seconda stagione è stata acclamata dalla critica. Sull'aggregatore di recensioni Rotten Tomatoes ha un indice di gradimento del 97% con un voto medio di 8,5 su 10, basato su 30 recensioni. Su Metacritic, invece, ha un punteggio di 82 su 100, basato su 14 recensioni.

#### Terza stagione
La terza stagione è stata acclamata dalla critica. Sull'aggregatore di recensioni Rotten Tomatoes ha un indice di gradimento del 100% con un voto medio di 8,24 su 10, basato su 28 recensioni. Su Metacritic, invece, ha un punteggio di 85 su 100, basato su 14 recensioni.

#### Quarta stagione
La quarta stagione è stata acclamata dalla critica. Sull'aggregatore di recensioni Rotten Tomatoes ha un indice di gradimento del 100% con un voto medio di 8,42 su 10, basato su 11 recensioni. Il commento del sito recita "You're the Worst rimane elegantemente idiosincratico nella sua quarta stagione, bilanciando abilmente i suoi elementi drammatici contro alcune delle risate più acute della televisione". Su Metacritic, invece, ha un punteggio di 84 su 100, basato su 5 recensioni.

#### Quinta stagione
La quinta stagione è stata acclamata dalla critica. Sull'aggregatore di recensioni Rotten Tomatoes ha un indice di gradimento del 100% con un voto medio di 8 su 10, basato su 6 recensioni. Su Metacritic, invece, ha un punteggio di 86 su 100, basato su 5 recensioni.

### Premi
La serie è stata nominata alla 20ª edizione dei Critics' Choice Awards per la miglior serie commedia. L'anno successivo viene nominata alla 21ª edizione dei Critics' Choice Awards per la migliore serie commedia, miglior attrice in una serie commedia per Aya Cash e miglior attrice non protagonista in una serie commedia per Kether Donohue. Nel 2016, viene nominata alla 32ª edizione dei TCA Awards per il Outstanding Achievement in Comedy e l'Individual Achievement in Comedy per Aya Cash.